# Даная (Тициан, Неапол)
„Даная“ (на италиански: Danae) е картина на италианския художник Тициан от 1545 г. Картината (172х120 см) е изложена в Зала 11 на Национален музей „Каподимонте“ в Неапол, Италия. Използвана е техниката на маслени бои върху платно.

## История
Силният еротичен заряд на картината кара дълго време поръчката ѝ да се приписва на Отавио Фарнезе. С други думи произведението трябва да се счита за еротично изображение, създадено за радост на младия принц. 
Други критици обаче приписват заслугата за създаване на произведението на кардинал Алесандро Фарнезе, син на Пиер Луиджи II Фарнезе и внук на папа Павел III. Откриването на кореспонденцията от 1544 г. на папския нунций, монсеньор Джовани дела Каза, адресирана до кардинал Фарнезе, изглежда не оставя никакви съмнения. Дела Каза пише, че Тициан „...е доставил по поръчка на Ваше Преподобно Преосвещенство голо тяло, което би довело дявола върху кардинал Свети Силвестър...“. В сравнение с това „голо тяло“, продължава Дела Каза, „това, което Ваше Преосвещенство видя в Пезаро в покоите на херцога на Урбино , е Тевтински орден спрямо това [тук]“. Дела Каза продължава в писмото, като добавя, че Фарнезе е изпратил на Тициан миниатюра, изобразяваща балдъзата на г-жа Камила, за да бъде нарисувана. Но на художника му хрумва гениалната идея да залепи главата на балдъзата върху тялото на „голата жена“. Следователно според монсеньор Дела Каза Даная не е нищо повече от гол портрет на Анджела - любовница на Фарнезе и балдъза на тогавашната известна куртизанка Камила Пизана.
Очевидно е обаче, че картината е започната от Тициан през 1544 г. във Венеция и завършена в Рим през 1545 – 1546 г. В Рим Тициан е настанен в Дворец „Белведере“. Ръководен от Джорджо Вазари, художникът обикаля града, посещава исторически паметници и работи в повереното му художествено ателие. В същото ателие Микеланджело вижда картината и не скрива недоволството си от работата му.  В частни разговори той изразява сериозни резерви, съобщени от Вазари: „Буонаруоти го похвали много, като каза, че много харесва цвета и маниера му, но че е жалко, че във Венеция не са се научили да рисуват добре от самото начало и че тези художници не са имали най-доброто образование в ателието“. Преди всичко Микеланджело отбелязва някои несъвършенства в крака, сигурен, че ако Тициан бе „рисувал много и изучавал избрани неща, древни или съвременни“, той щеше да знае как „да помогне на нещата, които са изобразени от живота, придавайки онази грация и съвършенство, което изкуството дава извън реда на природата, която обичайно прави някои части, които не са красиви“. Разбираемо е какви са били отношенията между художниците по това време и защо Тициан толкова настойчиво е искал да възпроизведе толкова много мотиви на Микеланджело.
По-късно картината е прехвърлена в Парма, където е описана в инвентара на Палацо дела Пилота. Като част от наследената от Карлос III Колекция „Фарнезе“ картината пристига в Неапол между 1735 и 1739 г. По време на революцията от 1799 г. тя е прехвърлена в Палермо заедно с картините „Портрет на Павел III с внуците си Алесандро и Отавио Фарнезе“ и „Портрет на Папа Павел III“. Върната в Неапол, картината заедно с някои археологически находки от Помпей е съхранена в „Кабинета на неприличните неща“ (Национален археологически музей, Неапол).
Открадната от нацистите по време на Втората световна война, картината е намерена в мина в Залцбург и върната в Неапол през 1947 г.

## Описание
Даная, дъщеря на Акрисий, цар на Аргос, посредством златния дъжд, в който се превръща Зевс, зачева син Персей. Тази история от гръцката митология е пресъздадена в картините на много художници, творили по времето на Ренесанса. Тициан застъпва тази тема в няколко свои картини, наречени „Даная“, първата от които се съхранява в Национален музей „Каподимонте“, Неапол.
Позата на Даная, с една ръка близо до тялото, а другата извита, ясно напомня на Леда и лебеда на Микеланджело – картина, която сега е изгубена и от която са останали само копия и гравюри, и която изглежда е първият модел на платното. В тази композиция има Купидон, който пречи на кърмачката да събере дъжда, за да предотврати оплождането. Творбата със сигурност е била известна на Тициан благодарение на копие, донесено във Венеция от Вазари през 1541 г. Друг модел на Микеланджело със сигурност е Нощ, изпълнена за Гробницата на Джулиано Медичи, херцог на Немур в Новата сакристия във Флоренция през 1531 г. И в двете творби е налице челна поза на горната част на торса, с крака почти в профил.
Други модели на картината са Венера Урбинска и голото тяло на преден план от Вакханка на Андрий от самия Тициан, Спящата Венера от Джорджоне, фигурата на Меркурий в Празникът на боговете на Белини и съвременни произведения на същата тема като Даная на Кореджо.
По-късно ще открием тонализма на Тициан с неговите деликатни игри на светлината в картините „Даная“, рисувана от Рембранд през 1636 г., и в Амур и Психея на Антонис ван Дайк, рисувана през 1638 – 1640 г.

От произведението обаче Тициан нарисува подготвителен картон, който използва за най-малко шест версии, като се има предвид големият успех, който картината има, оценена като еротично много стимулираща: Даная е възпроизвеждана всеки път с малки вариации, ту с Купидон или с пазач, ту дъжд или мълния, без или с куче, без или с чаршаф. Така всеки клиент получава различна версия. След това в Рим днес в Неапол е ред на Филип II (версия в Музей „Прадо“, Мадрид), след това версия (днес в Музей на историята на изкуството във Виена), която през 17 век принадлежи на кардинал Монталто и след това е дарена на император Рудолф II; друга версия е в Ермитажа в Санкт Петербург.

## Стил
Уникалното оплождане на Даная, дъщеря на Акрисий, цар на Аргос, от Юпитер, превърнат в златен дъжд, е представено от няколко художници през 15 и 16 век. През годините самият Тициан рисува няколко версии на същата тема. В това неаполитанско издание, първото в хронологичен ред, той рисува Даная в пълно изоставяне и задоволство.
Рентгеновото изследване на картината разкрива два елемента, които карат учените да се замислят. Първият е липсата на рисунка под картината. Още Микеланджело забелязва, както е споменато по-горе, липсата на рисунка и на светлосянка, както и великолепието на цвета. Изключването на подготвителна рисунка придава на картината много особена, почти импресионистична, колористична конотация.
Вторият елемент, разкрит от рентгеновите лъчи, е, че под видимата част има примитивна композиция със сандъци и слуги, с изрично позоваване на Венера Урбинска. След това художникът променя средата, защото очевидно е твърде домашна за представянето на един силно еротичен и чувствен мит като този за Даная.
Погледът ѝ е обърнат нагоре, обвит в самодоволна сянка; тялото е отпуснато и вяло, краката, макар и покрити с чаршаф, са разтворени, за да приемат оплодителния дъжд. Емоцията на Даная е предадена от гънките на леглото, чиито чаршафи тя мачка с дясната си ръка: в тази версия принцесата на Аргос се отдава на Юпитер от любов, както се доказва и от присъствието на Купидон, от ясен класически произход. Следователно не златото съблазнява Даная, а истинското еротично чувство.
Щрихите на четката са меки и необработени, което е често срещано при Тициан. С тази своя творба художникът преодолява прекомерния акцент върху пластичността на телата, наличен е в предишните му творби, за да достигне до един свободен и колористично чист стил, който иска да демонстрира именно в Рим на Микеланджело.

## Други варианти
- Даная, Тициан, 1553, Прадо, Мадрид
- Даная, Тициан, 1554, Музей на историята на изкуството, Виена
- Даная, Тициан, 1553 – 1554 г., Ермитаж, Санкт Петербург